# کارول مک‌ریدی
کارول مک‌ریدی (انگلیسی: Carol MacReady) یک هنرپیشه است.

## بخشی از فیلمشناسی
از فیلم‌ها یا برنامه‌های تلویزیونی که وی در آن نقش داشته‌است می‌توان به آثار زیر اشاره کرد.
- پوآرو
- خانواده من
- همیشه جوان (۱۹۸۳)
- ۱۰۲ سگ خالدار (۲۰۰۰)
- قلم‌پرها
- اسکارلت پیمپرنل
- بازگشت سامید